# نادي موديرنو
نادي موديرنو (بالإسبانية: Moderno Football Club)‏، تأسس باسم نادي مودرن (بالإسبانية: The Modern Foot-Ball Club)‏ كان نادي كرة قدم مقره مدريد في إسبانيا ، تأسس في نوفمبر 1902، وتم حله بعد عام واحد فقط في يناير 1904 بعد أن استحوذ عليه نادي ريال مدريد. وفي عام 1903، كان النادي قد استحوذ على ناديي نادي أيبيريا لكرة القدم ونادي فيكتوريا لكرة القدم.
اشتهر موديرنو بفوزه ببطولة مدريد الأولى في عام 1903، بعد فوزه على نادي مدريد لكرة القدم (ريال مدريد)، ونادي مونكلوا (بالإسبانية: Moncloa FC)‏، ونادي إيبيريا (بالإسبانية: Iberia FC)‏. على الرغم من نجاحه المبكر، إلا أن النادي تعرض للاختفاء المبكر في عام 1904، عندما تم الاستحواذ عليه من قبل نادي مدريد، والذي تم تغيير اسمه بعد فترة وجيزة إلى نادي موديرنو مدريد (وهو الشرط الذي طالب به نادي موديرنو للاندماج). وبذلك، كان موديرنو أحد الأندية التي مكنت نادي مدريد من مواصلة النمو والتألق. بالإضافة إلى اللاعبين، قدم موديرنو أيضًا الفكرة الأصلية لشعار النبالة الحالي لنادي ريال مدريد، حيث كان يبدأ الناديين بحرف M مما سمح لنادي مدريد (ريال مدريد) بأخذ التصميم من نادي موديرنو.
كان النادي يخوض مبارياته على ملعب هيبودرومو دي مدريد ، وكان يتقاسم الملعب مع نادي مدريد لكرة القدم، حيث لم يكن هناك سوى عدد قليل من الملاعب في مدريد في ذلك الوقت. أما بالنسبة للملابس، فقد ارتدى النادي قميصًا أبيض.
على الرغم من تاريخ القصير للنادي، إلا أنها كانت فترة النادي ذات أهمية كبيرة بين أندية مدريد، بعد فوزه في السنة الأولى من بطولة مدريد [الإنجليزية] الافتتاحية لموسم 1902–03.

## التاريخ

### البدايات
تأسس النادي في نهاية عام 1902 تحت اسم نادي مودرن لكرة القدم (بالإسبانية: The Modern Foot-Ball Club)‏،  وسرعان ما أطلق على النادي اسم نادي موديرنو (بالإسبانية: Moderno Football Club)‏. في ذلك الوقت، بدأت كرة القدم تكتسب شعبية في المدينة وتم تأسيس العديد من نوادي كرة القدم. قام رئيس نادي موديرنو الأول والوحيد فرناندو كومر بتنظيم أول اجتماع للنادي في 13 نوفمبر، على الرغم من أن عدد الأعضاء الذين حضروا ذلك الاجتماع الأول لا يزال غير واضح.  أقيمت أول مباراة غير رسمية في تاريخ النادي في 21 نوفمبر، عندما واجهوا ناديًا آخر تم إنشاؤه حديثًا يسمى نادي سبورت فوتبول (بالإسبانية: Sport Foot-Ball Club)‏، وفازوا بنتيجة 3-1. 
في غضون شهر واحد فقط من تأسيسه، في ديسمبر 1902، شارك نادي موديرنو في بطولة كونكورسو دي بانداس (بالإسبانية: Concurso de Bandas)‏، وهي أول بطولة ينظمها اتحاد مدريد الملكي لكرة القدم الذي تم إنشاؤه حديثًا، قبل البطولة شارك في بعض مباريات كرة القدم التنافسية الأولى في المدينة ولعب عددًا قليلاً من المباريات التحضيرية. في البطولة، واجه موديرنو فريق مدريد وجهًا لوجه لأول مرة في مباراة أقيمت على ملعب بلازا دي توروس (بالإسبانية: Plaza de Toros)‏ في 25 ديسمبر 1902، وانتهت بخسارة النادي خسارة مدوية 0–16 أمام نادي مدريد، الذي خرج فائزًا بالبطولة. البطولة بعد فوزه بشكل مريح على المنافسين المتبقين. وكانت هذه أكبر هزيمة للنادي على الإطلاق في تاريخه القصير.

### بطولة سنترو 1903
في عام 1903، استغل موديرنو الأزمات داخل أندية إيبيريا ونادي فيكتوريا (بالإسبانية: Victoria Football Club)‏ لإستحواذ على كلا الناديين، وبالتالي دمج النادي العديد من لاعبيهما البارزين، مما يعني إرتفاع كبير في جودة النادي، ونتيجة لذلك، تمكن النادي من الفوز باللقب الوحيد في تاريخه القصير، حيث فاز النادي ببطولة سنترو 1903 (بالإسبانية: 1903 Centro Championship)‏، خليفة مسابقة كونكورسو دي بانداس. فاز موديرنو باللقب بعد الحصول على 7 نقاط، بفارق نقطة واحدة فقط عن نادي مدريد الذي أنهى الموسم برصيد 6 نقاط، على مر السنين كان يتم اختيار الفائز بالبطولة كممثل لمدينة مدريد في بطولة كأس ملك إسبانيا. ومع ذلك، وفي عام 1903 أصبح نادي مدريد لكرة القدم هو صاحب الشرف لأنه كان النادي الوحيد الذي يحق له اللعب في البطولة، على الرغم من أنه لا يزال من غير الواضح سبب دخول نادي مدريد في التصفيات المؤهلة لبطولة كأس ملك إسبانيا.[بحاجة لمصدر]

### الانحدار والانهيار
تسببت خسارة نادي مدريد نهائي كأس ملك إسبانيا في عام 1903 في حالة من التوتر داخل النادي أدت إلى رحيل العديد من أعضائه المؤسسين. قاد الانقسام الإخوة جيرالت (ماريو وخوسيه وأرماندو) وأنتونيو نيرا إلى إعادت تأسيس نادي إسبانيول مدريد في أواخر عام 1903. وهذا وضع ريال مدريد في موقف صعب للغاية حيث كان يعاني من نقص اللاعبين. كان موديرنو يعاني أيضًا، لذا اقترح مديرا نادي مدريد لكرة القدم خوان وكارلوس بادروس، على مدير نادي موديرنو فرناندو كومير اتفاق يتيح الاندماج بين الناديين حيث يستفيد من خلال ذلك الجميع. وكانت العلاقات بين الناديين جيدة، لذلك قبلت موديرنو بشرط واحد فقط. لقد طالبوا بإضافة اسم النادي إلى الاسم الجديد للنادي، وفي 30 يناير 1904، إندمج الناديان وسمي النادي باسم نادي مدريد موديرنو لكرة القدم (بالإسبانية: Madrid-Moderno Football Club)‏، وهو الاسم الذي تنافس به النادي في بطولة سنترو 1903-1904. ومع ذلك، فإن مصطلح موديرنو أصبح غير مستخدم مع مرور الوقت، وفي الموسم التالي، أصبح الفريق مرة أخرى يسمي ب "نادي مدريد لكرة القدم".
تم انتخاب كارلوس بادروس رئيسًا بعد الاندماج.

## البطولات
- بطولة سنترو
  - البطل (1): 1903